# Anodus
Genre
Anodus est un genre de poissons téléostéens de la famille des Hemiodontidae et de l'ordre des Characiformes.

## Liste d'espèces
Selon FishBase (25 juin 2015):
- Anodus elongatus Agassiz, 1829
- Anodus orinocensis (Steindachner, 1887)